# Marguerite Henry
Marguerite Henry (de soltera, Breithaupt; 13 de abril de 1902 - 26 de noviembre de 1997) fue una escritora estadounidense de libros infantiles, que escribió cincuenta y nueve libros basados en historias reales de caballos y otros animales. Ganó la Medalla Newbery por uno de sus libros sobre caballos y fue finalista de otros dos. Una de estas últimas, Misty of Chincoteague (1947), fue la base de varias secuelas y de la película de 1961 Misty. 

## Biografía
Nacida de Louis y Anna Breithaupt, la menor de cinco hijos, Henry nació en Milwaukee, Wisconsin. Sufrió fiebre reumática a la edad de seis años, lo que la mantuvo en cama hasta la edad de doce años. No pudo asistir a la escuela con otros niños debido a su condición delicada y al miedo de transmitir la enfermedad a otras personas. Mientras vivía confinada descubrió el placer de la lectura. [cita requerida] El amor de Henry por los animales comenzó durante su infancia. Poco después, también descubrió el amor por la escritura cuando sus padres le regalaron un escritorio para Navidad. Henry dijo más tarde: "Por fin tenía un mundo propio, un mundo de escritura, que pronto estaría poblado por todas las criaturas de mi imaginación".
Henry vendió su primera historia a la edad de 11 años. Una revista había solicitado a los niños artículos sobre las cuatro estaciones, y le pagaron $12 (ahora alrededor de $250) por "Hide-and-Seek in Autumn Leaves". Escribió a menudo sobre animales, como perros, gatos, pájaros, zorros y mulas, pero principalmente sus historias se centraron en los caballos. 
Estudió en Milwaukee State Teachers College. El 5 de mayo de 1923, se casó con Sidney Crocker Henry. Durante sus 64 años de matrimonio no tuvieron hijos, pero tuvieron numerosas mascotas que sirvieron de inspiración para algunas de las historias de Marguerite. Vivían en Wayne, Illinois . 
En 1945, Henry comenzó una colaboración de 20 años con el artista Wesley Dennis. "Acababa de terminar de escribir Justin Morgan Had a Horse ", recordó, "y quería que el mejor del mundo pintando caballos lo ilustrara. Así que fui a la biblioteca, estudié los libros de caballos e inmediatamente me enamoré del trabajo de Will James y Wesley Dennis. Cuando descubrí que Will James estaba muerto, envié mi manuscrito a Wesley Dennis ". Henry y Dennis finalmente colaboraron en casi 20 libros. 
Misty of Chincoteague se publicó en 1947 y fue un éxito instantáneo. En 1961, se adaptó para el cine, ya que Justin Morgan tenía un caballo (1972) y Brighty of the Grand Canyon (1967) (NOTA a). San Domingo, The Medicine Hat Stallion fue adaptado para televisión como Peter Lundy and the Medicine Hat Stallion en 1977. 
El último libro de Henry fue Brown Sunshine of Sawdust Valley, una novela de 93 páginas publicada en septiembre de 1996, cuando tenía 94 años. Kirkus Reviews lo llamó "Henry Vintage... una versión alegre de la vieja historia chicas-conoce-caballo; solo que esta vez, el caballo es una mula ".
Murió el 26 de noviembre de 1997 en su casa en Rancho Santa Fe, California, después de múltiples accidentes cerebrovasculares.

## Legado
Misty representa el Pony Penning anual de caballos salvajes de la isla de Assateague, una ronda de dos días, natación y subasta adonde Henry había sido "enviada a mirar" por un editor esperanzado. Creó varias secuelas de Misty, incluidas dos novelas infantiles más, ilustradas por Dennis, Sea Star, Orphan of Chincoteague (1949) y Stormy, Misty's Foal (1963). Los beneficiarios del "Legado de Marguerite Henry", como un editorial del Washington Post denominó, fueron la reserva natural de Assateague y la ciudad de Chincoteague. El Pony Penning atraía a unos 25.000 visitantes y su público ascendió a 40 a 50.000 según una estimación local diez años después.

## Premios
Henry ganó la Medalla Newbery anual de la American Library Association en 1949, reconociendo al King of the Wind: the story of the Godolphin Arabian como la "contribución más distinguida del año a la literatura estadounidense para niños". Ella había sido finalista con Justin Morgan Had a Horse en 1946 y Misty of Chincoteague en 1948. Brighty of the Grand Canyon recibió el Premio William Allen White Children's Book en 1956. En 1960, Black Gold ganó el Premio Sequoyah Book. Gaudenzia: Pride of the Palio recibió el Premio Clara Ingram Judson de literatura infantil en 1961. Misty of Chincoteague fue incluida en la lista de premios Lewis Carroll Shelf Award en 1961. Mustang, Wild Spirit of the West recibió el Premio Western Heritage de 1967 al Libro Juvenil Sobresaliente y el Premio del Libro Sequoyah de 1970.

## Obras
- Auno y Tauno: una historia de Finlandia, illus. Gladys Rourke Blackwood (1940)
- Dilly Dally Sally, illus. Gladys Rourke Blackwood (1940)
- Pájaros en casa, illus. Jacob Bates Abbott (1942)
- Geraldine Belinda, illus. Gladys Rourke Blackwood (1942)
- Su primer iglú en la isla de Baffin, illus. Gladys Rourke Blackwood (1943)
- Un niño y un perro, illus. Diana Thorne y Ottilie Foy (1944)
- Justin Morgan tenía un caballo, illus. Wesley Dennis (1945)
- El pequeño compañero, illus. Diana Thorne (1945)
- Robert Fulton, Boy Craftsman, illus. Lawrence Dresser (1945)
- Siempre Reddy, illus. Wesley Dennis (1947); también publicado como Shamrock Queen
- Benjamin West y His Cat Grimalkin, de Henry y Wesley Dennis (1947) - sobre el artista Benjamin West, OCLC 300163
- Misty de Chincoteague, illus. Wesley Dennis (1947)
- Rey del viento: la historia del Godolphin Arabian, illus. Wesley Dennis (1948)
- Poco o nada de Nottingham, illus. Wesley Dennis (1949)
- Sea Star, huérfano de Chincoteague, illus. Wesley Dennis (1949)
- Nacido para trotar, illus. Wesley Dennis (1950) - sobre la línea Standardbred y específicamente la yegua Rosalind
- Álbum de caballos, illus. Wesley Dennis (1951)
- Brighty del Gran Cañón, illus. Wesley Dennis (1953)
- Justin Morgan tenía un caballo (revisado), illus. Wesley Dennis (1954)
- Wagging Tails: Álbum de perros, illus. Wesley Dennis (1955)
- Cinabrio, el zorro de la una en punto, illus. Wesley Dennis (1956)
- Misty, el Pony Maravilla, por Misty, Ella misma, illus. Clare McKinley (1956) - libro ilustrado
- Oro negro, illus. Wesley Dennis (1957) - sobre el caballo Black Gold
- Muley-Ears, el perro de nadie, illus. Wesley Dennis (1959)
- Gaudenzia, Orgullo del Palio, illus. Lynd Ward (1960); también publicado como La carrera de caballos más salvaje del mundo, con la carrera de caballos Palio di Siena
- Todo sobre los caballos, illus. dibujos de Wesley Dennis y fotos (1962)
- Las cinco en punto Charlie, illus. Wesley Dennis (1962)
- Tormentoso, potro de Misty, illus. Wesley Dennis (1963)
- Portafolio de pinturas de caballos, illus. Wesley Dennis, "con comentarios de Marguerite Henry" (1964), LCCN 64022279
- Semental blanco de Lipizza, illus. Wesley Dennis (1964) - sobre la escuela de equitación española de Viena
- Mustang, Espíritu salvaje del oeste, illus. Robert Lougheed (1966) - sobre Wild Horse Annie y la conservación del mustang estadounidense
- Estimados lectores y jinetes (1969); también publicado como Dear Marguerite Henry
- Historias de todo el mundo, editadas y con una introducción de Marguerite Henry (1971)[17]
- San Domingo, el Semental Sombrero de Medicina, illus. Robert Lougheed (1972); también publicado como Peter Lundy y Medicine Hat Stallion (1977) y adaptado para televisión bajo ese título por Ed Friendly (1978), ambientado en Pony Express -era Wyoming, LCCN 77083915
- The Little Fellow (revisado), illus. Rich Rudish (1975)
- Una historia de vida pictórica de Misty, dibujos de Wesley Dennis (1976)
- El caballo de un hombre, illus. Wesley Dennis, "con pinturas y grabados famosos de artistas seleccionados" (1977) - selecciones de Born to Trot (1950), LCCN 77010080
- La ilustrada Marguerite Henry, illus. Wesley Dennis, Robert Lougheed, Lynd Ward, Rich Rudish (1980) - material biográfico sobre estos cuatro de sus ilustradores, con selecciones de su trabajo, LCCN 80052017
- Nuestro primer pony, illus. Rich Rudish (1984)
- Misty's Twilight, illus. Karen Haus Grandpre (1992)
- Álbum de caballos: un libro emergente, illus. Ezra N. Tucker (1993)
- Sol marrón del valle del aserrín, illus. Bonnie Shields (1996)
- My Misty Diary, illus. Bill Farnsworth (1997)

### Geografía representada
Albert Whitman y Company de Chicago publicaron la serie Geografía Representada en la década de 1940. Kurt Wiese ilustró cuatro juegos de ocho libros ilustrados infantiles de 28 páginas sobre naciones del mundo y otros territorios. Henry escribió los textos para el primer y cuarto juegos. Al menos un registro del catálogo de la biblioteca indica audiencia "preescolar". Kirkus Reviews observó en una breve revisión positiva contemporánea de la cuarta serie: "Los alumnos de tercer y cuarto grado encontrarán que esta es una manera agradable de expandir los límites de las geografías escolares".
|  | First Series, 1941 - Alaska in Story and Pictures - Argentina in Story and Pictures - Brazil in Story and Pictures - Canada in Story and Pictures - Chile in Story and Pictures - Mexico in Story and Pictures - Panama in Story and Pictures - West Indies in Story and Pictures | Fourth Series, 1946 - Australia in Story and Pictures - Bahamas in Story and Pictures - Bermuda in Story and Pictures - British Honduras in Story and Pictures - Dominican Republic in Story and Pictures - Hawaii in Story and Pictures - New Zealand in Story and Pictures - Virgin Islands in Story and Pictures |

 Bernadine Bailey escribió la segunda serie de 1942; Lois Donaldson el tercero, serie de 1944. El volumen de las Islas Vírgenes se revisó brevemente en la sección "Nuevos libros biológicos" de The Quarterly Review of Biology : "Una breve descripción de las características históricas, económicas y geográficas de las Islas Vírgenes". Las ilustraciones no son particularmente atractivas para el revisor, pero el texto debería servir para presentar a los niños esta posesión poco conocida de los Estados Unidos ".